# Stor-Trehörningen, Norrbotten
Stor-Trehörningen är en sjö i Bodens kommun i Norrbotten och ingår i Altersundets huvudavrinningsområde. Sjön har en area på 0,0733 kvadratkilometer och ligger 22 meter över havet. Sjön avvattnas av vattendraget Altersundet (Brobyån).

## Delavrinningsområde
Stor-Trehörningen ingår i det delavrinningsområde (732726-177361) som SMHI kallar för Ovan 732505-177575. Medelhöjden är 52 meter över havet och ytan är 14,28 kvadratkilometer. Räknas de 3 avrinningsområdena uppströms in blir den ackumulerade arean 71,2 kvadratkilometer. Avrinningsområdets utflöde Altersundet (Brobyån) mynnar i havet. Avrinningsområdet består mestadels av skog (80 procent). Avrinningsområdet har 1,97 kvadratkilometer vattenytor vilket ger det en sjöprocent på 3,3 procent.